# Ernst-Thälmann-Denkmal (Berlin)

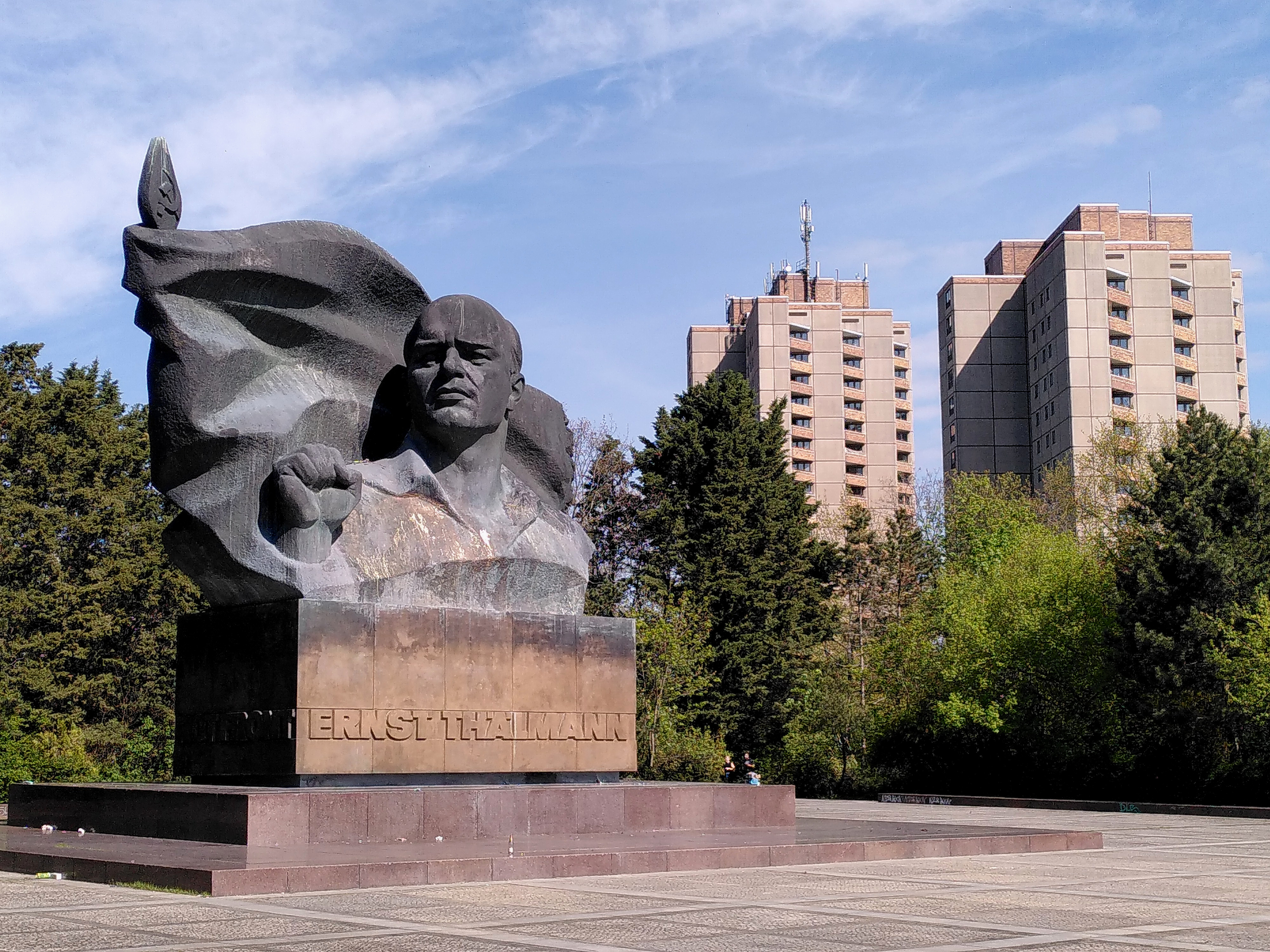
Verwittertes Denkmal nach Entfernung von Graffiti, 2021

Das Ernst-Thälmann-Denkmal an der Greifswalder Straße im Berliner Ortsteil Prenzlauer Berg ist eine Kolossalstatue zu Ehren des KPD-Führers Ernst Thälmann. Sie wurde vom sowjetischen Bildhauer Lew Kerbel geschaffen. Die Enthüllung erfolgte am 15. April 1986 in der heute ebenfalls unter Denkmalschutz stehenden Ernst-Thälmann-Parkanlage. Am Folgetag begann an Thälmanns hundertstem Geburtstag der XI. Parteitag der Sozialistischen Einheitspartei Deutschlands (SED) in Berlin.

## Beschreibung
Das 14 Meter hohe und 15 Meter breite Ernst-Thälmann-Denkmal aus Bronze steht auf einem Sockel aus ukrainischem Granit. Es ist 50 Tonnen schwer und wurde aus 272 Einzelteilen gefertigt. Den Hauptteil des Denkmals nimmt eine Büste Thälmanns ein. In der Bluse des Rotfrontkämpferbundes erhebt er die rechte Faust zum Gruß. Hinter ihm weht eine stilisierte Arbeiterfahne. Der Sockel trägt, jeweils in Großbuchstaben, vorne die Inschrift „Ernst Thälmann“ und an den Seiten „Rotfront“. Zum Denkmal gehörten an den Seiten des Vorplatzes zwei bronzene Stelen auf Granitsockeln, die der Rat des Stadtbezirks Prenzlauer Berg am 11. Juli 1990 entfernen ließ. Sie befinden sich seit 2012 in der Dauerausstellung Enthüllt. Berlin und seine Denkmäler in der Zitadelle Spandau. Sie tragen in Großbuchstaben folgende Inschriften:
„Mit der Gestaltung des Sozialismus in der Deutschen Demokratischen Republik setzen wir Ernst Thälmann / dem kühnen Streiter für Freiheit / Menschlichkeit und sozialen Fortschritt unseres Volkes / ein würdiges Denkmal. Erich Honecker“
„Mein Leben und Wirken kannte und kennt nur eines: für das schaffende deutsche Volk meinen Geist und meinen Willen / meine Erfahrungen und meine Tatkraft / ja mein Ganzes / die Persönlichkeit zum Besten der deutschen Zukunft für den siegreichen sozialistischen Freiheitskampf im neuen Völkerfrühling der deutschen Nation einzusetzen! Ernst Thälmann“
Die Plastik von Kerbel ist ein Beispiel für den letzten Typus der im Laufe der 40-jährigen Geschichte sehr unterschiedlichen Thälmann-Darstellungen in der Kunst der DDR. Die Person Ernst Thälmann wird in Kerbels Ausführung symbolhaft verallgemeinert dargestellt, der Politiker als permanenter Revolutionär.
Das Denkmal steht auf einem, zur Greifswalder Straße hin, leicht geneigten Platz mit einer Fläche von 3800 Quadratmetern. Es wurde in der DDR zu einem Ort der staatlichen Erinnerungskultur. Vor dem Monument fanden Gedenkveranstaltungen statt, besonders zu den Jahrestagen des Geburtstags (16. April 1886) und der Ermordung von Ernst Thälmann (18. August 1944). Im Ost-Berliner Volksmund hieß das Denkmal wegen der Ähnlichkeit des Thälmann-Gesichts mit Lenin scherzhaft „Ernst-Lehmann-Denkmal“ (Akronym aus „Lenin“ und „Thälmann“).
Anlässlich seiner Enthüllung im April 1986 gab die Deutsche Post der DDR eine Sondermarke (20 Pf) heraus.
Im September 1987 wurde das Denkmalsensemble erneut auf einem Briefmarkenblock (Nominalwert 1,35 M) anlässlich der 750-Jahr-Feier Berlins abgebildet.

## Entstehungsphase
Das Ernst-Thälmann-Denkmal schuf der sowjetische Bildhauer Kerbel im Auftrag des Zentralkomitees der SED in den Jahren 1981–1986. Dies stellte für viele Künstler der DDR ein Ärgernis dar, da es im Land genug renommierte und international anerkannte Bildhauer für einen solchen Auftrag gegeben hätte und zudem ein lange geplantes Ernst-Thälmann-Denkmal der Bildhauerin Ruthild Hahne nie zur Ausführung gelangte. In den Monaten, in denen die Teile des Denkmals gegossen wurden, war anderen Bildhauern in der DDR kein Bronzeguss möglich, da für das Monument die gesamte DDR-Jahresproduktion an Bronze gebraucht wurde. Im Februar 1982 begannen die Vorarbeiten für den Bau des Denkmals. Der Bronzeguss erfolgte im traditionsreichen VEB Schwermaschinenbau Lauchhammerwerk. Eigens für die Herstellung der Teile wurde dort eine 18 × 18 Quadratmeter große und 15 Meter hohe Halle errichtet, die anschließend als Turnhalle weitergenutzt wurde. So konnte auch in den Wintermonaten gearbeitet werden. Insgesamt wurden 277 Gipselemente als Gussvorlagen hergestellt. Die Auslieferung der fertigen Bronzeformen erfolgte zwischen August und Oktober 1984. Die Montage der Teile wurde im November 1985 abgeschlossen und im Februar 1986 waren letzte Feinarbeiten erledigt.

## Galerie

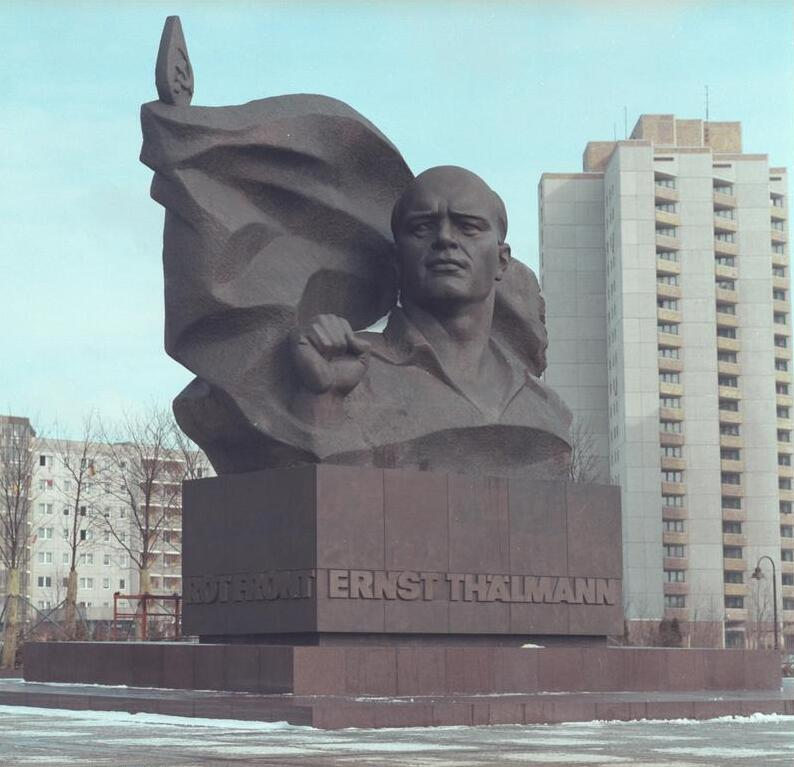
Kurz vor der Eröffnung des gleichnamigen Parks im April 1986
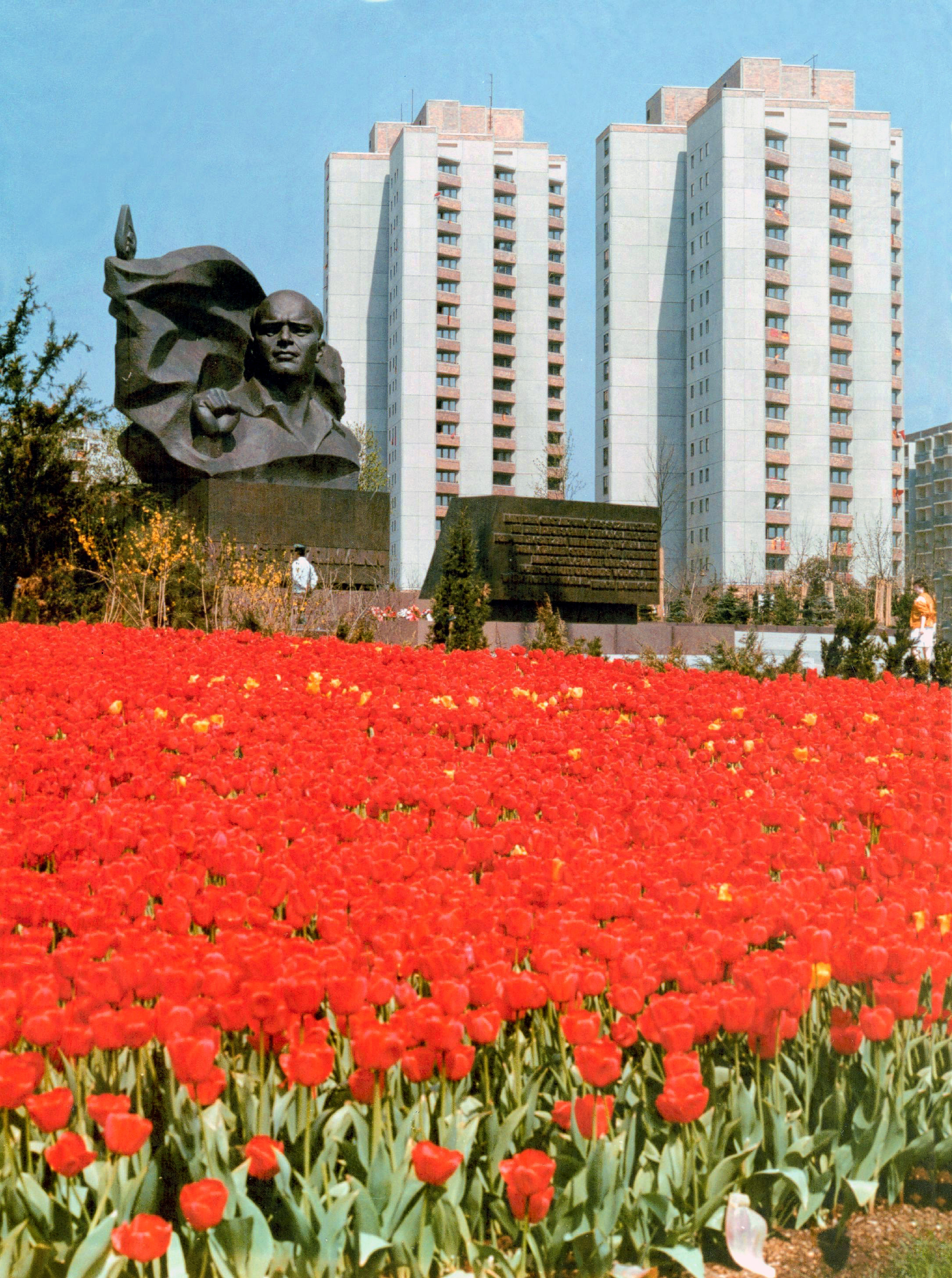
Denkmal mit nebenstehenden Stelen, Mai 1986
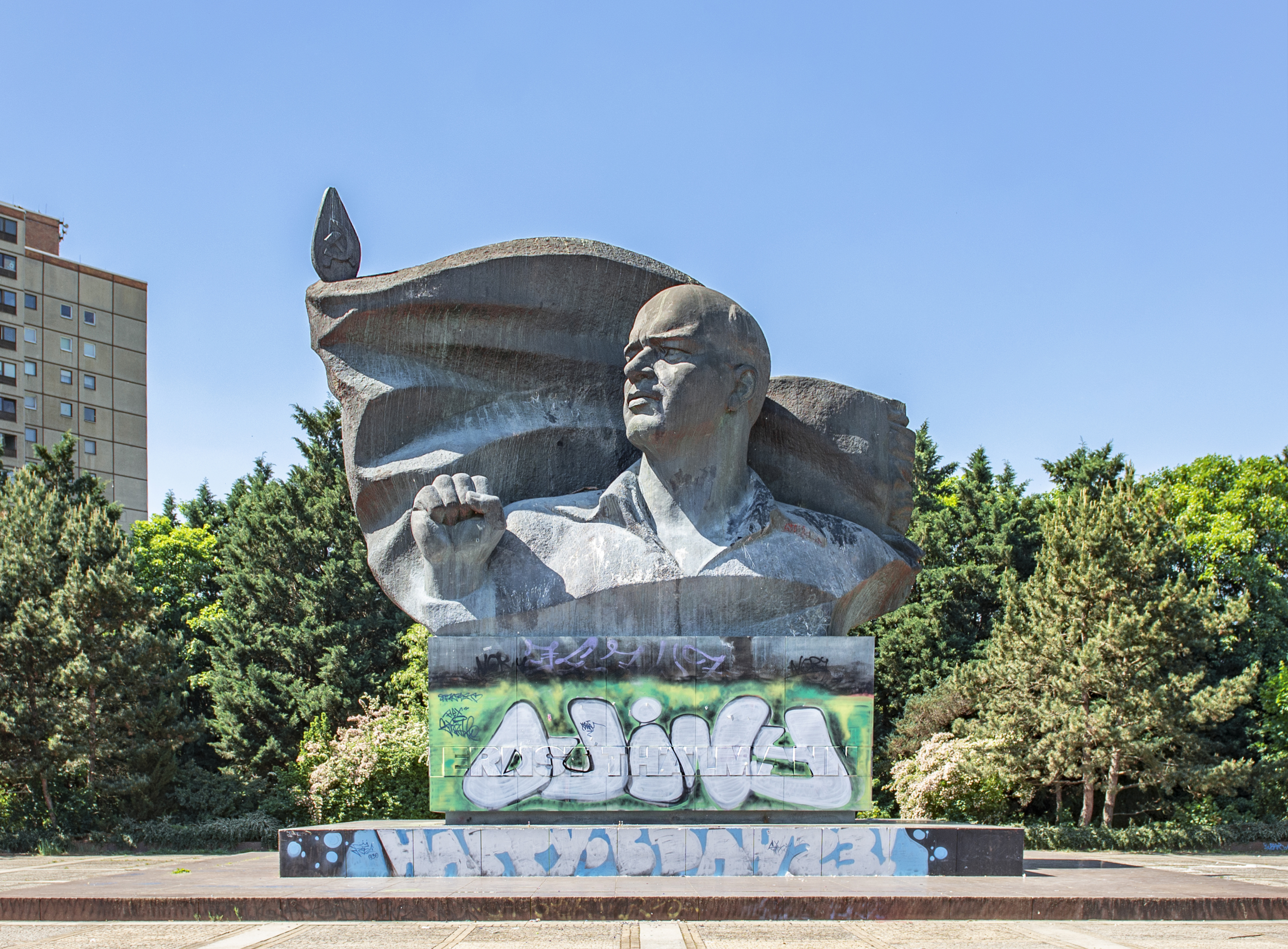
Ernst-Thälmann-Denkmal, 2018
Platz um das Denkmal 2022
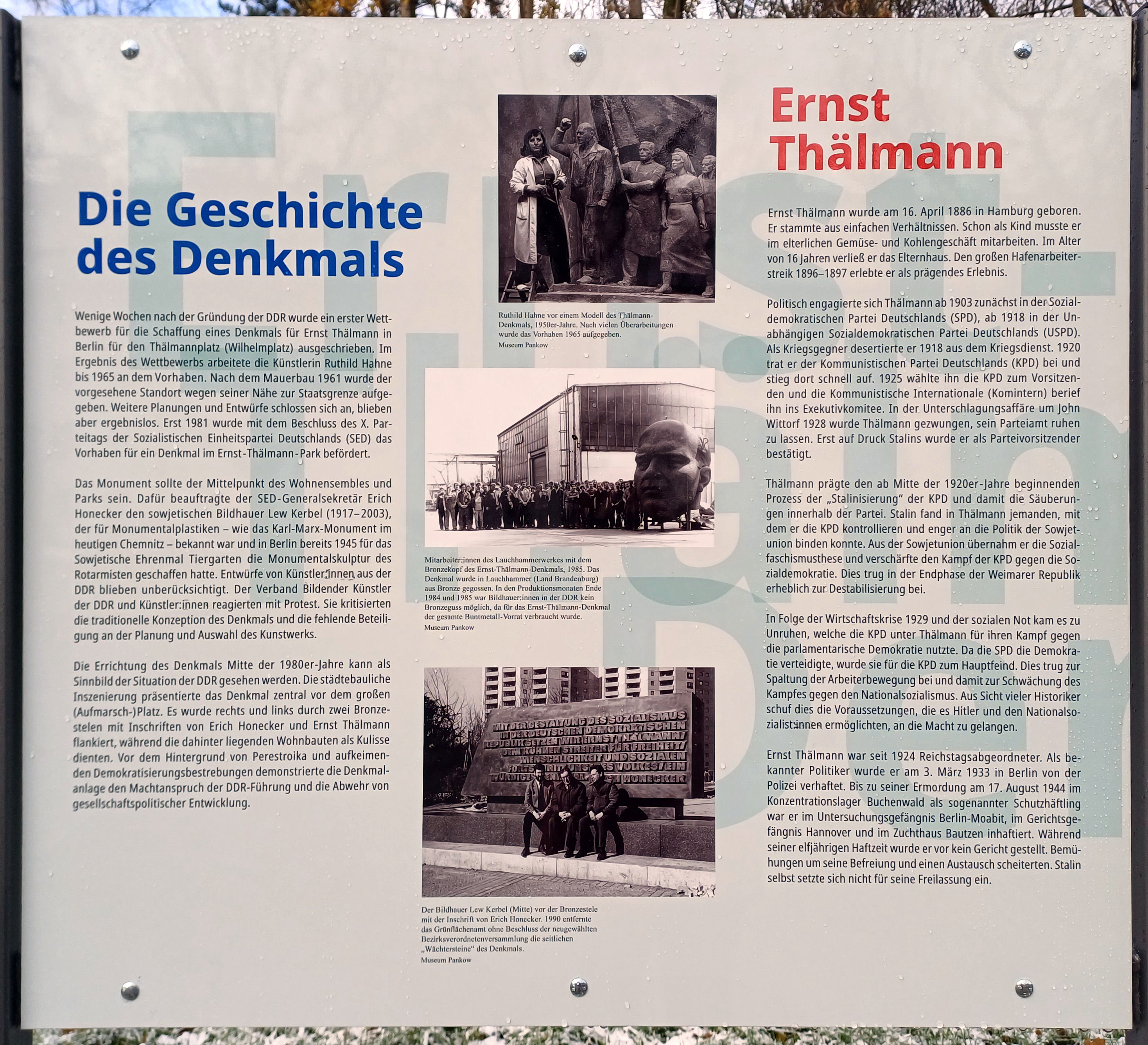
Gedenktafeln am Denkmal 2023

## Seit der deutschen Einheit

### 1990–2013: Abrissforderungen, Verfall und Würdigung

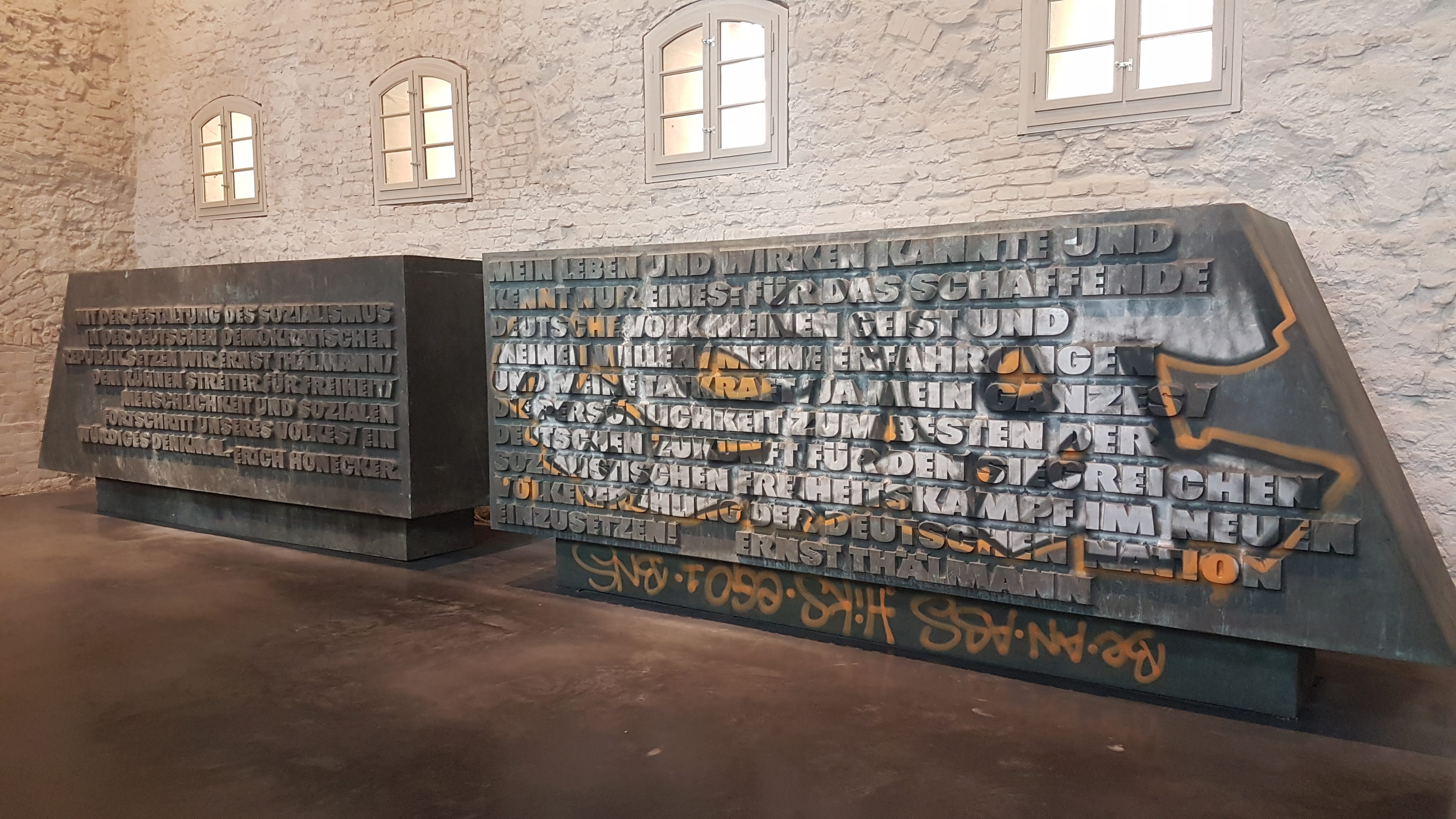
Stelen mit Inschriften, ausgestellt in der Zitadelle Spandau

Nach der Wende sollte das Denkmal auf Empfehlung einer im Auftrag des Berliner Senats gebildeten Historiker-Kommission zu Beginn der 1990er-Jahre abgerissen werden. Statt dieser Überlegung wurden im Juli 1990 nur die großen bronzenen Stelen mit Inschriften, bei denen es sich offensichtlich um Propaganda handelt, demontiert und eingelagert. Diese Stelen sind seit dem Jahr 1992 in der Zitadelle Spandau im Rahmen der Ausstellung Enthüllt. Berlin und seine Denkmäler ausgestellt. 1993 beschloss der Berliner Senat den Abriss des Denkmals, allerdings wurde das Vorhaben wegen zu hohen Kosten nicht durchgeführt. Die Plastik von Kerbel blieb erhalten und auch der Standort wurde nicht verändert. Eine Tagung in Prenzlauer Berg zur Suche für die Zukunft des Denkmals alternativ zum Abriss führte 1993 zu keinem Ergebnis. Der Tagesspiegel schrieb damals zur Tagung: „Derzeit ist der Umgang mit diesem ungeliebten Geschichtsdenkmal weniger von Souveränität gekennzeichnet als von Hilfslosigkeit.“
In den Folgejahren wurde es nicht mehr gepflegt und zum Objekt zahlreicher Graffiti. Dies führte dazu, dass Mitte der 1990er-Jahre von privater Seite die Losung „Eingekerkert, Ermordet, Beschmiert“ angebracht wurde, um gegen den Verfall des Denkmals zu protestieren. Im Jahr 2000 gründete sich das Aktionsbündnis Thälmann-Denkmal, das sich zum Ziel setzt, einen aus der Sicht des Bündnisses würdigen Umgang mit dem Denkmal zu ermöglichen. Die Mitglieder stammen aus linken bis linksextremistischen Berliner Parteien und Organisationen, darunter die damalige PDS, die DKP, KPD, KAZ, VVN-BdA, FDJ. Das Aktionsbündnis hat seitdem jährlich zwei Kundgebungen vor dem Denkmal veranstaltet. Bei dieser Gelegenheit haben jeweils Mitglieder des Bündnisses das Denkmal gereinigt. Seit 2006 kommt die Stadt Berlin für die Reinigung auf. Im Jahr 2013 kündigten die Jungliberalen die Sprengung des Denkmals an und hielten daraufhin eine Kundgebung mit symbolischen Dynamitstangen vor dem Monument ab.

### 2014: Die Skulptur wird Kunstdenkmal
Nach etlichen Diskussionen und von Bürgern vertretenen Meinungen, unter anderem in der Ausstellung im Museum Pankow (Prenzlauer Allee 227), hat der Senat das Ensemble aus Parkanlage mit Wohnhäusern und das Denkmal 2014 unter Denkmalschutz gestellt. Zur Begründung heißt es: Das Wohngebiet sei „eine Leistungsschau des real existierenden Sozialismus“.
Im Jahr 2019 lobte das Bezirksamt Pankow einen Wettbewerb zur „künstlerischen Kommentierung“ des Ernst-Thälmann-Denkmals aus. Darin wurde zur kritischen Auseinandersetzung mit Geschichte und Gegenwart des Ernst-Thälmann-Denkmals sowie zu innovativen Konzepten für die Belebung des Ortes aufgerufen. Für die Realisierung stehen 180.000 € zur Verfügung.
2020 wurde der erstplatzierte zweite Platz, mit der Empfehlung zur Realisierung an die Berliner Künstlerin und Filmemacherin Betina Kuntzsch vergeben. Ihr Projekt Vom Sockel denken bringt zunächst den monumentalen Granitsockel (B 8,05 × H 3,35 × T 4,63 m) auf ein geringeres Maß. Auf fünf farbigen Betonelementen können Anwohner und Passanten zukünftig verweilen. Das Zentrum der künstlerischen Auseinandersetzung bilden 10 Kurzfilme, die über QR-Codes an den benutzbaren Sockeln aufgerufen werden können. In diesen animierten Dokumentarfilmen verknüpft Kuntzsch historische Fakten und Zeugnisse, Bild- und Fernsehmaterial mit unterschiedlichen persönlichen Perspektiven historischer sowie gegenwärtiger Stimmen. Die öffentliche Übergabe fand am 18. November 2021 statt. Die Dokumentarfilme sind auch über die eigens bereitgestellte Webseite erreichbar. Kuntzschs Film KOPF FAUST FAHNE - Perspektiven auf das Thälmann-Denkmal wurde beim Festival DOK Leipzig 2021 in drei Preis-Kategorien nominiert.
Nach dem Beginn des russischen Überfalls auf die Ukraine forderte die Pankower CDU erneut den Abriss des Denkmals.
Im Juni 2022 gab das Bezirksamt Pankow bekannt, dass das Denkmal nicht mehr gereinigt werde, da die Kosten für die Beseitigung der Schmierereien zu hoch seien.
Im November 2024 wurde das Thälmann-Denkmal von Sympathisanten der islamistischen Terrororganisation Hamas mit Parolen und Symbolen beschmiert.